# Helena Zrínyi
Condesa Helena Zrínyi (en croata: Jelena Zrinska, en húngaro: Zrínyi Ilona) (Ozaly, Croacia 1643 – Nicomedia, Turquía 13 de febrero de 1703). Noble heroína croata y húngara esposa del Príncipe electo de Transilvania Francisco Rákóczi I, y tras enviudar, esposa del Príncipe Emérico Thököly. Madre de Príncipe de Transilvania Francisco Rákóczi II.

## Biografía
Helena fue desposada el 1 de marzo de 1666 por Francisco Rákóczi I y tuvo con él tres hijos: el primero de nombre Jorge en 1667, el cual murió a temprana edad, en 1672 Juliana y en 1676 a Francisco. El 8 de julio de 1676 muere su esposo, y logra obtener el permiso de la corte de Viena para poder quedarse con sus hijos y sus bienes. Esto significó que quedaron en sus manos todos los enormes territorios de la familia Rákóczi, incluyendo las fortalezas de Regéc, Sárospatak, Makovica y desde luego la de Munkács. En 1682 fue tomada como esposa por Emérico Thököly, uno de los nobles húngaros más influyentes en su tiempo, convirtiéndose en miembro activo de la resistencia de su esposa contra los Habsburgo. En 1683, Helena le dio una hija a Emérico llamada Isabel, la cual se crio con los otros dos hijos de la Condesa. 
Tras el fallido asedio de Viena en 1683, los ejércitos turcos de Thököly se vieron forzados a replegarse hacia el Este, abandonando muchos territorios de la familia Rákóczi. Los ejércitos germánicos continuaron avanzando hasta que a finales de 1685 arribaron a Munkács, la última fortaleza del movimiento de la resistencia, la cual comenzaron a asediar insistentemente. Helena Zrínyi defendió la fortaleza durante tres años de los ataques de Antonio Caraffa, el general de Leopoldo I de Habsburgo. Tras la liberación de Buda de los turcos en 1686, los ejércitos germánicos continuaron ocupando los territorios húngaros anteriormente bajo control otomano, y de esta manera, la situación se tornó insostenible, lo que motivó el 17 de enero de 1688 a que Helena se viese forzada a entregar la fortaleza a los Habsburgo. Sin embargo con habilidades de diplómata consiguió la amnistía para los defensores de la fortaleza y el permiso para que sus hijos conservasen las propiedades de la familia Rákóczi.
Sin embargo, para consumar el acuerdo ella debía viajar con sus hijos a la corte de Viena. Luego de su arribo fue separada de sus hijos con Rákóczi y su hija con Thököly, Isabel, murió el mismo año de 1688. Posteriormente fue enviada de Orsolyaszűzek donde vivió hasta 1691 en un claustro, donde crio a su hija Juliana. Su hijo, Francisco fue llevado a Neuhaus a una escuela jesuita. Madre e hijo jamás se volvieron a encontrar.
Posteriormente en 1699, luego de que el movimiento de su esposo fracasase, lo acompañó en su exilio a territorio turco, donde murió en 1703 en Nicomedia.